# Ludwig Fischer (Sänger)
Johann Ignaz Ludwig Fischer (* 18. August 1745 in Mainz; † 10. Juli 1825 in Berlin) war ein deutscher Opernsänger. Er galt als einer der berühmtesten Bassisten seiner Zeit.

## Leben
Fischer war zuerst Sänger der kurfürstlichen Kapelle in Mainz und kam 1767 an das Hoftheater Mannheim. Als Kurfürst Karl Theodor 1778 die Residenz nach München verlegte, folgte ihm Fischer mit dem Ensemble des Theaters mit.
Anfang 1780 wechselte Fischer an das Wiener Nationaltheater. Durch das Ende des deutschen Singspiels in Wien wurde er 1783 entlassen, was Mozart bitter kommentierte: „man thut hier den Narrenstreich und lässt einen Mann weg, der nimmer ersezt werden wird“. Daraufhin sang er mit Erfolg in Paris, danach für zwei Jahre in Rom, Neapel und anderen Städten Italiens. Zusammen mit seiner Frau nahm er 1785 ein Engagement am Hof der Fürsten von Thurn und Taxis in Regensburg an. Schließlich kam er 1788, durch Vermittlung J. F. Reichardts, nach Berlin an die dortige Italienische Hofoper. Nach deren Auflösung 1807 blieb er vom preußischen Hof am Nationaltheater angestellt, hatte aber kaum noch Auftritte. 1811 ließ er sich pensionieren. Danach trat er nur noch vereinzelt auf, 1816 unternahm er eine letzte Konzertreise nach Wien, und 1817 stand er noch einmal in Berlin als Solist auf der Bühne. Er starb am 10. Juli 1825 in Berlin. In Wien (Loge „Zur Beständigkeit“) und Regensburg (Loge „Die Wachsende zu den drei Schlüsseln“) gehörte er dem Freimaurerbund an.
Verheiratet war Fischer seit 1779 mit der Sängerin Barbara Strasser (* 1758 in Mannheim), die 1798 pensioniert wurde. Der Sohn Joseph Fischer (1780–1862) war wie sein Vater nicht nur ein geschätzter Bassist, sondern auch Komponist. Die Töchter Josepha Fischer-Vernier (1782–1854), Therese Wilhelmine (* 1784) und Louise (* 1787) wurden ebenfalls Sängerinnen.

## Bedeutung
Der Tonumfang seiner Stimme umfasste rund zweieinhalb Oktaven, die meisten Quellen sprechen davon, dass er sich vom tiefen D bis zum eingestrichenen a erstreckte. Wolfgang Amadeus Mozart schrieb für ihn die Rolle des Osmin in Die Entführung aus dem Serail, die er bei der Uraufführung 1782 sang. Salieri ließ sich von Fischers gewaltigem Stimmumfang bereits ein Jahr zuvor für sein musikalisches Lustspiel Der Rauchfangkehrer inspirieren und schrieb für ihn darin die Rolle des Herrn v. Bär. Fischers Paraderollen waren des Weiteren die Titelrolle in Salieris Axur, re d’Ormus, Osroes in Semiramis und die Titelrolle in der Oper Brenno von Johann Friedrich Reichardt.
Gelegentlich trat Fischer auch als Komponist in Erscheinung. Bis heute bekannt ist das Trinklied Im tiefen Keller sitz’ ich hier, ein um einige Koloraturen vereinfachter Auszug aus dem 1802 entstandenen Wechselgesang Der Kritikaster und der Trinker auf die gleichnamige, 1802 veröffentlichte Textvorlage von Karl Friedrich Müchler.